# Parenti selvatici delle colture

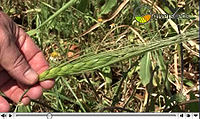
Il farro (Triticum dicoccoides), è un parente selvatico del frumento coltivato (Triticum spp) di cui si hanno tracce che risalgono all'Egitto dei Faraoni.

I parenti selvatici delle colture (in inglese: WRMC=wild relatives of main crops o CWR=crop wild relative) sono piante selvatiche strettamente imparentate con le colture domesticate, la loro origine geografica può essere messa in relazione con le regioni note come Centri di Vavilov (dal nome del botanico russo Nikolaj I. Vavilov). Si può trattare, a seconda dei casi, di un progenitore selvatico della specie ora coltivata, così come di un taxon molto vicino.

## Introduzione

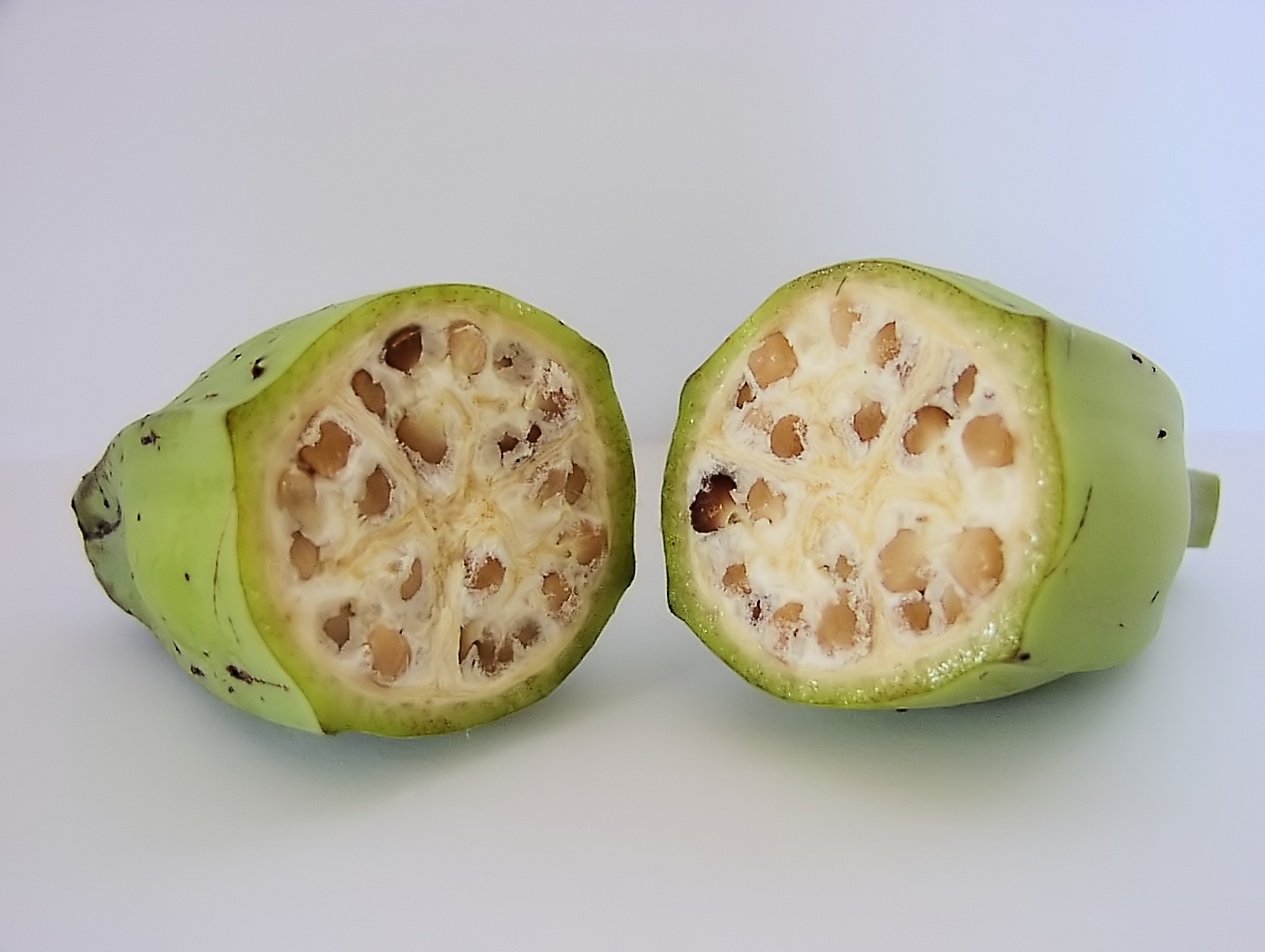
Il parente selvatico della banana presenta semi grandi e resistenti, molto differenti da quelli della banana ora sfruttata commercialmente.

I parenti selvatici delle colture costituiscono una risorsa sempre più preziosa per il miglioramento della produzione agricola e il mantenimento di agro-ecosistemi sostenibili. Con l'aumento degli effetti del cambio climatico e una maggior instabilità dell'ecosistema, i parenti selvatici diventeranno probabilmente risorse cruciali per assicurare la sicurezza alimentare del millennio. Il botanico russo Nikolaj I. Vavilov è stato il primo che, all'inizio del XX secolo, ha compreso l'importanza dei parenti selvatici delle colture. Il materiale genetico dei parenti selvatici è stato usato e manipolato in modo spontaneamente scientifico da numerosissime generazioni di contadini, il cui lavoro è ora negletto per il fatto di non essere stato registrato e di avere ottenuto risultati in tempi molto più lunghi di quelli permessi dalla moderna metodologia di manipolazione del germoplasma Il loro lavoro è stato efficacemente paragonato a quello di chi ha costruito il giradischi, comparato con chi ne regola il volume grazie alla manopola. Anche la FAO, dopo aver superato molte resistenze, ha riconosciuto l'esistenza dei diritti dei contadini e li ha definiti nell'ambito del trattato internazionale sulle risorse fitogenetiche per l'alimentazione e l'agricoltura. I contadini hanno operato per migliorare il mais selvatico (Zea mexicana) durante millenni coltivandolo il proprio raccolto in prossimità dei parenti selvatici per promuovere l'incrocio naturale del patrimonio genetico e migliorare le rese. I genetisti vegetali correntemente utilizzano le linee di parenti selvatici per migliorare le prestazioni di molte specie quali il riso (Oryza sativa), il pomodoro (Solanum lycopersicum) e le leguminose da seme.
Proprio la consapevolezza dell'importanza del germoplasma contenuto dei parenti selvatici e del rischio di estinzione di molti ecosistemi che attualmente li sostengono, ha portato alla costruzione della Svalbard Global Seed Vault nelle Svalbard. I parenti selvatici hanno fornito molti geni utili alle colture moderne e le varietà moderne della maggior parte delle coltivazioni contiene geni che provengono dai loro parenti selvatici. L'importanza di questi è riconosciuta per tutti i tipi di colture vegetali di interesse economico, dai cereali, alle oleaginose, alle fibre, le spezie e le piante medicinali. I parenti selvatici possono essere definiti come "...un taxon di una pianta selvatica che ha un'utilizzazione indiretta derivata dalla sua prossimità genetica con quella di una coltura...”

## La conservazione dei parenti selvatici delle colture
I parenti selvatici sono componenti essenziali degli ecosistemi naturali e agricoli e quindi indispensabili per mantenere un sano equilibrio ambientale. La loro conservazione l'uso responsabile sono molto importanti per il miglioramento della produzione agricola, l'aumento della sicurezza alimentare e per il mantenimento di un ambiente sostenibile.
Le popolazioni naturali dei parenti selvatici sono sempre più a rischio, perché è minacciata la permanenza del habitat che le ospita, dato che il degrado dell'ambiente naturale e la conversione verso usi non agricoli esercita una pressione elevata sull'ambiente naturale. La deforestazione porta alla perdita di importanti popolazioni di parenti selvatici degli alberi da frutta, delle noci e dei raccolti industriali (albero della gomma, per esempio). Le popolazioni di parenti selvatici dei cereali, che sono originali di zone aride e semi-aride, sono drammaticamente ridotte dal sovrapascolo e la conseguente desertificazione. La crescente industrializzazione dell'agricoltura ha ridotto notevolmente le aree utilizzate alla coltivazione o moltiplicazione spontanea dei parenti selvatici, mentre è ormai consolidato il fatto che la conservazione del patrimonio genetico trasmesso dai parenti selvatici è vitale per il futuro.

## Esempi di parenti selvatici di colture moderne

### Grani

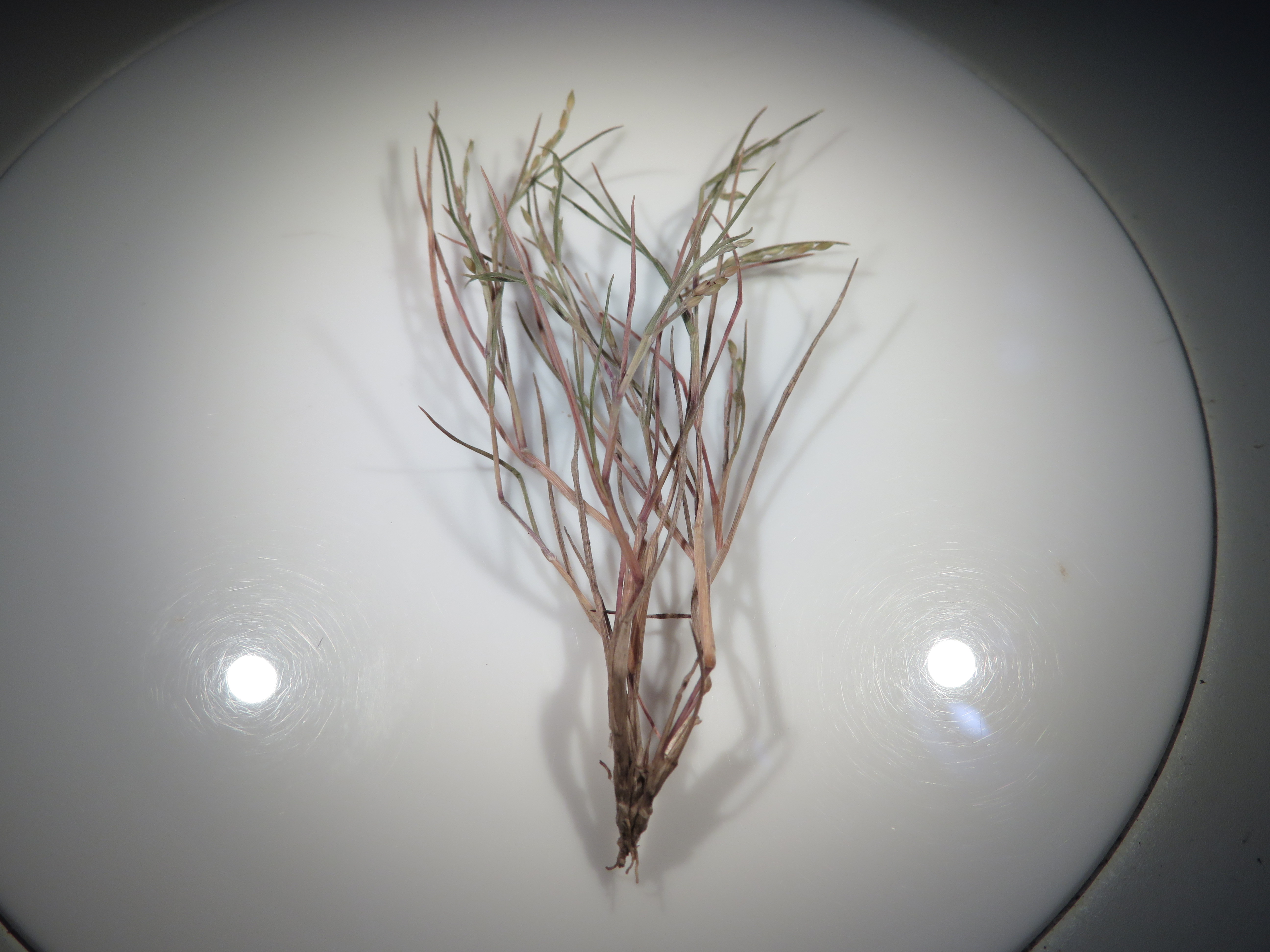
Panicum fauriei

- Avena (Avena sativa) - Avena byzantina
- Quinoa (Chenopodium quinoa) - Chenopodium berlandieri
- Finger millet (Eleusine coracana) - Eleusine africana
- Orzo (Hordeum vulgare) - Hordeum arizonicum
- Riso (Oryza sativa) - Oryza rufipogon
- Riso africano (Oryza glaberrima) - Oryza barthii
- Miglio perlato (Pennisetum glaucum) - Pennisetum purpureum
- Segale (Secale cereale subsp. cereale) - Secale cereale subsp. dighoricum
- Sorgo (Sorghum bicolor) - Sorghum halepense
- Broom millet (Panicum miliaceum) - Panicum fauriei
- Frumento (Triticum aestivum) - Einkorn wheat (Triticum monococcum)
- Mais (Zea mays subsp. mays) - Zea (genus) (Zea diploperennis)

### Ortaggi
Nota: Molti ortaggi attuali condividono un unico progenitore, da cui poi si sono separate le varietà come adesso le conosciamo, vale per tutti l'esempio dei "cavoli", che appartengono al genere Brassica e hanno forme estremamente differenziate. Molti vegetali inoltre sono ibridi tra specie diverse e questo, ancora una volta, è particolarmente conosciuto tra la Brassicacee.
- Cipolla (Allium cepa var. cepa) - Allium galanthum
- Aglio (Allium sativum var. sativum) - Allium atroviolaceum
- Porro (Allium ampeloprasum) - Welsh onion (Allium fistulosum)
- Asparago (Asparagus officinalis) - Asparagus dauricus
- Barbabietola (Beta vulgaris subsp. vulgaris) - Beta vulgaris subsp. maritima
- Senape (Brassica juncea subsp. juncea) - Brassica carinata
- Cavolo rapa (Brassica napus var. napus) - Common dogmustard (Erucastrum gallicum)
- Senape nera (Brassica nigra) - Wild mustard (Sinapis arvensis)
- Cavolo (Brassica oleracea var. capitata)  - Brassica elongata
- Rapa (Brassica rapa subsp. rapa) - Brassica oleracea
- Peperone (Capsicum annuum) - Capsicum baccatum
- Zucchina (Cucurbita pepo subsp. pepo) - Cucurbita okeechobeensis
- Zucca (Cucurbita maxima subsp. maxima) - Cucurbita ecuadorensis
- Carota (Daucus carota) - Daucus gracilis
- Lettuga (Lactuca sativa) - Prickly lettuce (Lactuca serriola)
- Melanzana (Solanum melongena) - Mela spinosa (Solanum incanum)
- Spinacio (Spinacea oleracea) - Spinacia turkestanica

### Frutti
- Mela (Malus domestica) - principalmente Malus sieversii, ma alcune cultivar probabilmente derivano dal Malus sylvestris o sono ibrido tra i due.
- Banana - Musa acuminata e Musa balbisiana
- Ciliegia (Prunus avium) - Prunus mahaleb
- Pera (Pyrus communis) - Pyrus pyraster e Pyrus caucasica
- Prugna (Prunus domesticus subsp. domestica)- Prunus spinosa e Prunus cerasifera
- Fragola Fragaria × ananassa
- Ananas (Ananas comosus) - Ananas bracteatus
- Frutto del pane (Artocarpus altilis) - Jackfruit (Artocarpus heterphyllus)
- Papaya (Carica papaya) - Jarilla chocola
- Melone (Citrullus lanatus var. lanatus) - Mela amara (Citrullus colocynthis)
- Limone (Citrus limon) - Citrus indica
- Arancia (Citrus x sinensis) - Key lime (Citrus aurantiifolia)
- Pompelmo (Citrus x paradisi) - Citrus medica
- Mango (Mangifera indica) - Mangifera altissima
- Avocado (Persea americana) - Persea schiedeana
- Albicocca (Prunus armeniaca) - Prunus brigantina
- Mandorla (Prunus dulcis) - Prugna cinese (Prunus salicina)
- Pesca (Prunus persica var. persica) - Prunus tomentosa
- Cacao (Theobroma cacao) - Theobroma angustifolium
- Uva (Vitis vinifera) - Uva californiana (Vitis californica)
- Pomodoro (Solanum lycopersicum) - Solanum chilense

### Oleaginose
- Arachide (Arachis hypogaea subsp. hypogaea) - Arachis duranensis
- Girasole (Helianthus annuus) - Helianthus exilis
- Soia (Glycine max) - Glycine clandestina
- Cartamo (Carthamus tinctorius) - Carthamus creticus

### Legumi
- Lenticchie (Lens culinaris) - Lens ervoides
- Piselli (Pisum sativum) - Pisum fulvum
- Fagiolo di Lima (Phaseolus lunatus) - Phaseolus augusti
- Fagiolo comune (Phaseolus vulgaris) - Phaseolus coccineus
- Fava (Vicia faba) - Vicia johannis
- Cicerchia (Lathyrus sativus) - Lathyrus tuberosus
- Fagiolino dell'occhio (Vigna unguiculata) - Vigna monantha
- Bambara groundnut (Vigna subterranea) - Vigna hosei
- Cajanus (Cajanus cajan) - Cajanus albicans
- Ceci (Cicer arietinum) -
- Veccia (Vicia sativa) - Vicia barbazitae
- Erba medica (Medicago sativa)
- Azuki (Vigna angularis var. angularis) - Vigna umbellata
- Black gram bean (Vigna mungo var. mungo) - Vigna grandiflora
- Fagiolo indiano verde (Vigna radiata var. radiata) - Vigna stipulacea

### Tuberi
- Patata dolce (Ipomoea batatas) - Ipomoea triloba
- Cassava (Manihot esculenta subsp. esculenta) - Manihot walkerae
- Patata (Solanum tuberosum) - Solanum chacoense